# Pik Leibniz
Der Pik Leibniz ist ein 5797 m hoher Berg im Grenzgebiet zwischen Kirgisistan und der Volksrepublik China, nahe der Grenze zu Tadschikistan.
Er liegt etwa 30 km südlich der kirgisischen Grenzstation Irkeschtam am südlichen Ende des Flusstals der Nura im nordöstlichen Teil des Pamir-Gebirges im Irkeschtam-Kamm. Zuerst bestiegen wurde er am 12. September 2009 von Oleg Turarev und Alexios Passalidis (eine Stunde später erreichte eine zweite Seilschaft den Gipfel). Die Erstbesteiger benannten den Berg nach dem deutschen Universalgelehrten Gottfried Wilhelm Leibniz.

## Erstbesteigung
Da der Berg lange im gesperrten Grenzgebiet zwischen der Sowjetunion und der Volksrepublik China lag, war eine touristische Begehung lange nicht möglich. Die erfolgreiche Expedition von 2009 wurde mit der Unterstützung vom AlpinClub Hannover des Deutschen Alpenvereins seit 2007 vorbereitet und fand nach ihrem erfolgreichen Abschluss Erwähnung in der Presse.

## Route
Die Route der Erstbesteigung verläuft über die Nordschulter des Berges und wurde Erholung genannt. Im oberen Bereich mussten Abschnitte mit Eis und Fels in einer Neigung von 60° durchstiegen werden, stellenweise ausgesetzt und nur mit dünnem Eisüberzug versehen (im September 2009). Die Schwierigkeiten liegen bei „D/TD“ (difficile/très difficile) auf der SAC-Hochtourenskala.